# Paris vu par... 20 ans après
Pour plus de détails, voir Fiche technique et Distribution.
Paris vu par… 20 ans après est un film français collectif à sketches, sorti le 20 juin 1984. 
D'une durée totale de 93 minutes, il réunit les courts-métrages de six réalisateurs  : Chantal Akerman, Bernard Dubois, Philippe Garrel, Frédéric Mitterrand, Vincent Nordon et Philippe Venault. Il s'inspire du projet du film Paris vu par… sorti en 1965.

## Les six sketches

### J'ai faim, j'ai froid
Noir et blanc, 17 minutes.
- Scénario et réalisation : Chantal Akerman
- Image : Luc Benhamou
- Son : François de Morant
- Montage : Francine Sandberg

Interprétation : Maria de Medeiros, Pascale Salkin, Aníbal Esmoris

### Place Clichy
- Scénario : Agathe Vannier et Bernard Dubois
- Réalisation et montage : Bernard Dubois
- Image : Anne Khripounoff
- Son : Antoine Ouvrier
- Musique : Michel Bernholc

Interprétation : Emmanuelle Debever, Albert Delpy, Julien Dubois, Lolita Dubois

### Rue Fontaine
17 minutes.
- Scénario et réalisation : Philippe Garrel
- Image : Pascal Laperrousaz
- Montage : Sophie Coussein
- Musique : Faton Cahen

Interprétation : Jean-Pierre Léaud, Christine Boisson, Philippe Garrel

### Rue du Bac
- Scénario et réalisation : Frédéric Mitterrand
- Image : Romain Winding
- Son : Pierre Camus
- montage : Pascale Bouché, Kenout Peltier
- Musique : Jean-Claude Deblais, Roger Pouly

Interprétation : Tonie Marshall, Antoine Perset, Sapho, Jamal Nielson

### Paris-Plage
- Scénario et réalisation : Vincent Nordon
- Image : Martin Schäfer
- Son : Louis Gimel, Pierre Donnadieu
- Montage : Joëlle Barjolin
- Musique : Jean-Marie Hausser, Sylvano Santorio

Interprétation : Katrine Boorman, Pierre-Alain Chapuis, Béatrice Romand.

### Canal Saint-Martin
- Scénario et réalisation : Philippe Venault
- Musique : Jorge Arriagada

Interprétation : Jacques Bonnaffé, Pascale Rocard